# Canale Eureka
Il canale Eureka  è una via d'acqua naturale nell'oceano Artico, nella regione di Qikiqtaaluk, Nunavut, Canada.
Separa l'isola di Axel Heiberg dall'isola di Ellesmere. Nel canale si trova l'isola Stor e l'isola Hat e vi si affaccia il centro di ricerca Eureka.
| Controllo di autorità | VIAF (EN) 247814210 |